# チェーザレ・スフォルツァ
チェーザレ・スフォルツァ（イタリア語：Cesare Sforza, 1491年5月3日 - 1514年1月4日）は、1498年よりミラノ公国のサン・ナツァーロ・イン・ブローロ聖堂の修道院長、1503年より律修司祭。

## 生涯
チェーザレはミラノ公ルドヴィーコ・イル・モーロとその愛妾チェチーリア・ガッレラーニの間に生まれた庶子。父により認知された。チェーザレが生まれた後、母チェチーリアはミラノ宮廷から追放され、サロンノの領地および資産を贈られた。ミラノ公ルドヴィーコはチェチーリアに夫を探し、1492年チェチーリアは「イル・ベルガミーノ」のあだ名で知られるルドヴィーコ・カルミナーティと結婚し、すでにミラノ公ルドヴィーコよりチェーザレに与えられていたミラノのパラッツォ・カルマニョーラに移り、そこで知識人や文人を迎えた。
チェーザレは聖職者の道を進み、父ルドヴィーコは6歳のチェーザレをミラノ大司教の座に就けようとした。
父の隣に跪くチェーザレ・スフォルツァの肖像画が、マエストロ・デッラ・パラ・スフォルツェスカの作品『パラ・スフォルツェスカ』において見ることができる。